# Mădălina
Mădălina ist ein rumänischer weiblicher Vorname. 

## Herkunft und Bedeutung
Es handelt sich um eine Variante des Namens 
Magdalena.

## Bekannte Namensträgerinnen
- Mădălina Bereș (* 1993), rumänische Ruderin
- Mădălina Diana Ghenea (* 1987), rumänisches Modell und Schauspielerin
- Mădălina Molie (* 1996), rumänische Gewichtheberin